# Dumbo (película de 1941)
Dumbo es un largometraje animado de Walt Disney Pictures. Basado en el libro para niños homónimo de Helen Aberson e ilustrado por Harold Pearl, Dumbo fue producido por Walt Disney. Es el Cuarto largometraje animado de Disney y estrenado el 23 de octubre de 1941 por RKO Radio Pictures.
El personaje principal es Jumbo Jr., un elefante pequeño que es cruelmente apodado Dumbo (en inglés, dumb significa tanto «mudo» como, despectivamente, «tonto»), y que es ridiculizado por sus grandes orejas, aunque descubre que puede volar usándolas como alas. Su único amigo es el ratón Timothy, parodiando el estereotipado terror de los elefantes hacia los roedores. La película Dumbo fue hecha para recuperar las pérdidas financieras de Pinocho y Fantasía. Fue un ejercicio deliberado de simplicidad y economía del estudio Disney, que actualmente se considera como un clásico de la animación. Con 64 minutos, es una de las más cortas películas animadas de Disney.
En 2017, fue agregada al National Film Registry de la Biblioteca del Congreso de Estados Unidos.

## Sinopsis
Dumbo es un bebé elefante de un circo que nace con unas enormes orejas. Sin embargo, se transforma en la principal estrella del circo cuando descubre que, usando sus orejas, es capaz de volar.

## Argumento
La película comienza cuando las cigüeñas traen varios animales bebés a los animales del circo Casey Jr. Al día siguiente, mientras los animales del circo son transportados en un tren del circo, la elefanta Sra. Jumbo recibe a su cría del Señor Cigüeña. El bebé elefante se convierte rápidamente en el centro de las burlas de los otros elefantes debido a sus grandes orejas, y lo llaman "Dumbo".
Una vez que el circo ya está instalado, la Sra. Jumbo pierde la paciencia con un grupo de muchachos maleducados que se burlaban de Dumbo, como resultado, es catalogada como animal peligroso. La elefanta y Dumbo son separados. Sin su madre, Dumbo se queda solo. El ratón Timothy se convierte en su mejor amigo.
El Maestro de Ceremonias hace que Dumbo participe en el número de la pirámide de los elefantes, haciendo que se coloque en la parte superior, pero Dumbo hace que el número salga mal, hiriendo a los otros y derribando la gran carpa. Dumbo es obligado a cambiar de actividad y se convierte en payaso. Su número finaliza con el elefantito cayendo en una tina de agua con jabón. A pesar de conseguir popularidad y fama, los otros elefantes y el público se burlaban de Dumbo.
Para animar a Dumbo, Timothy lo lleva a visitar a su madre. En el camino de regreso Timothy y Dumbo beben agua de un cubo en el que accidentalmente había caído una botella de champán que bebían los payasos. Ambos se emborrachan y ven alucinaciones con los elefantes rosas.
A la mañana siguiente, Dumbo y Timothy se despiertan en un árbol. Timothy se pregunta cómo llegaron al árbol, y concluye que Dumbo voló hasta allí con sus grandes orejas como alas. Con la ayuda de un grupo de burlones cuervos, Timothy es capaz de hacer que Dumbo vuelva a volar de nuevo, usando el truco psicológico de la "pluma mágica" para aumentar su confianza.
De regreso al circo, Dumbo debe realizar un nuevo número: saltar desde una plataforma mucho más alta. En el camino hacia abajo, a un aterrorizado Dumbo se le cae la pluma. Timothy lo tranquiliza y le dice que la pluma nunca fue mágica, que todavía es capaz de volar. Gracias a ello, Dumbo es capaz de volar alrededor del circo, mientras el público atónito mira con asombro, Dumbo le lanza manís a los otros elefantes y humilla al Maestro de Ceremonias.
Después de esta actuación, Dumbo se convierte en una sensación en los medios, Timothy se convierte en su representante, y a Dumbo y su madre se les da un vagón particular en el tren del circo.

## Reparto

### Personajes
- Dumbo/Jumbo Jr.: el protagonista de la historia, es un bebé elefante que tiene orejas enormes las cuales puede usar para volar. Dumbo no tiene diálogos de voz en la película.
- Timothy (voz de Edward Brophy): un ratón antropomórfico que se convierte en el mejor amigo de Dumbo después de que encierran a su madre. Se encarga de hacer todo lo posible para que Dumbo vuelva a ser feliz.
- Elefanta Mayor (voz de Verna Felton): la líder pomposa pero bien intencionada de los elefantes, que sin embargo se comporta fríamente con Dumbo.
- Sra. Jumbo (voz de Verna Felton y voz cantante de Betty Noyes): la madre de Dumbo. Habla solo una vez en la película dándole el nombre a su hijo además de cantarle la canción de cuna: «Baby Mine».
- Cuervo Jim/Dandy (voz de Cliff Edwards): el líder de un grupo de cuervos. Aunque inicialmente bromea y ridiculiza la idea de Timothy de que Dumbo puede volar, cambia de opinión tras escuchar la trágica historia de Dumbo y decide ayudarlo a volar de verdad.
- Maestro de ceremonias (voz de Herman Bing): el estricto, codicioso y arrogante dueño del circo.
- Sr. Cigüeña (voz de Sterling Holloway): la cigüeña mensajera que trae a Dumbo, vista al inicio de la película.
- Casey Junior (voz de Margaret Wright): la tierna y consciente locomotora 2-4-0 que se encarga de arrastrar al equipo del tren del circo.
- Cuervo Predicador (voz de Hall Johnson): miembro del coro de los cuervos.
- Cuervo Regordete (voz de James Baskett): miembro del coro de los cuervos.
- Cuervo Gafas (voz de Nick Stewart): miembro del coro de los cuervos.
- Cuervo Sombrero de Paja (voz de Jim Carmichael): miembro del coro de los cuervos.
- Coro de peones (voces de The King's Men).
- Elefanta Catty (voz de Noreen Gammill).
- Elefanta Giddy/Giggles (voz de Dorothy Scott).
- Elefanta Prissy/Fidgity (voz de Sarah Selby).
- Payaso 1 (voz de Billy Bletcher).
- Payaso 2 (voz de Eddie Holden).
- Payaso 3 (voz de Billy Sheets).
- Smitty (voz de Malcolm Hutton).
- Narrador (voz de John McLeish).

## Doblaje
| Personaje               | Actor de voz original (Estados Unidos) (1941) | Actor de doblaje (Argentina) (1941) | Actor de redoblaje (México) (1969) |
| ----------------------- | --------------------------------------------- | ----------------------------------- | ---------------------------------- |
| Timoteo                 | Edward Brophy                                 | Pablo Palitos                       | Luis Bayardo                       |
| Sra. Jumbo              | Verna Felton                                  |                                     | Hilda Loftus                       |
| Sra. Jumbo              | Betty Noyes (canción)                         |                                     | Hilda Loftus                       |
| Sr. Cigüeña             | Sterling Holloway                             | Miguel Gómez Bao                    | Francisco Colmenero                |
| Jefe de pista           | Herman Bing                                   |                                     | Juan Domingo Méndez                |
| Elefanta Mayor          | Verna Felton                                  | Baby Correa                         | Carmen Donna-Dío                   |
| Elefanta Prissy         | Sarah Selby                                   | Norma Castillo                      | Maruja Sen                         |
| Elefanta Fidgity/ Catty | Noreen Gammill                                | Norma Castillo                      | María Santander                    |
| Elefanta Giggles/ Giddy | Dorothy Scott                                 | Blanca de Castejón                  | Amparo Garrido                     |
| Cuervo Jim              | Cliff Edwards                                 | Actor desconocido                   | Florencio Castelló                 |
| Cuervo regordete        | Jim Carmichael                                | Actor desconocido                   | Francisco Colmenero                |
| Cuervo con gafas        | Jim Carmichael                                | Actor desconocido                   | Edmundo Santos                     |
| Cuervo predicador       | Hall Jonhson Choir                            | Actor desconocido                   | Edmundo Santos                     |
| Cuervo con sombrero     | Jim Carmichael                                | Actor desconocido                   | Actor desconocido                  |
| Payaso #1               | Billy Sheets                                  | Actor desconocido                   | Actor desconocido                  |
| Payaso #2               | Eddie Holden                                  | Actor desconocido                   | Arturo Mercado                     |
| Payaso #3               | Billy Bletcher                                | Actor desconocido                   | Francisco Colmenero                |
| Payaso #3               | Billy Bletcher                                | Actor desconocido                   | Francisco Colmenero                |
| Payaso #4               | Actor desconocido                             | Actor desconocido                   | Francisco Colmenero                |
| Payaso #5               | Actor desconocido                             | Actor desconocido                   | José Manuel Rosano                 |
| Smitty                  | Malcolm Hutton                                | Juan Ricardo Bertelegni             | Gloria Obregón                     |
| Niño en el circo        | Tony Neil                                     | Mario González                      | Edmundo Santos Jr.                 |
| Casey Junior            | Margaret Wright                               | Actor desconocido                   | Arturo Mercado                     |
| Inserto                 | John McLeish                                  | N/A                                 | Edmundo Santos                     |
| Narrador                | John McLeish                                  | Actor desconocido                   | José Manuel Rosano                 |

### Voces adicionales (Redoblaje)
- Analiz Sánchez
- Arturo Mercado
- Carlos Luyando
- Mariana Robles
- Romina Marroquín

### Argentina[3]
Doblaje original, realizado en el año de 1941, bajo la dirección de Luis César Amadori y Tito Davison en el estudio Argentina Sono Film, en Buenos Aires, Argentina. Edmundo Santos participó en este doblaje traduciendo las canciones. Doblaje hecho para su estreno en cines en países hispanos en los años 40 y usado en los reestrenos de la película en los años 70.

### México
Redoblaje, estuvo a cargo del mexicano Edmundo Santos en los estudios: Grabaciones y Doblajes Internacionales S.A. realizado en 1969. Doblaje hecho para la emisión de la película por televisión y actualmente utilizado en la mayoría de los lanzamientos en DVD y Blu-ray.

## Banda sonora
| N.º | Título                                                                                         | Duración |  |
| 1.  | «Main Title»                                                                                   | 01:47    |  |
| 2.  | «Look Out For Mister Stork»                                                                    | 02:16    |  |
| 3.  | «Loading The Train / Casey Junior / Stork On A Cloud / Straight From Heaven / Mother And Baby» | 04:58    |  |
| 4.  | «Song Of The Rustabouts»                                                                       | 02:38    |  |
| 5.  | «Circus Parade»                                                                                | 01:28    |  |
| 6.  | «Bathtime / Hide And Seek»                                                                     | 01:31    |  |
| 7.  | «Ain't That The Funniest Thing / Berserk / Dumbo Shunned / A Mouse! / Dumbo And Timothy»       | 03:23    |  |
| 8.  | «The Pyramid Of Pachyderms»                                                                    | 01:58    |  |
| 9.  | «No Longer An Elephant / Dumbo's Sadness / A Visit In The Night / Baby Mine»                   | 03:34    |  |
| 10. | «Clown Song»                                                                                   | 01:00    |  |
| 11. | «Hiccups / Firewater / Bubbles / Did You See That? / Pink Elephants On Parade»                 | 06:07    |  |
| 12. | «Up A Tree / The Fall / Timothy's Theory»                                                      | 01:32    |  |
| 13. | «When I See An Elephant Fly»                                                                   | 01:48    |  |
| 14. | «You Oughta Be Ashamed»                                                                        | 01:10    |  |
| 15. | «The Flight Test / When I See An Elephant Fly (Reprise)»                                       | 00:57    |  |
| 16. | «Save My Child / The Threshold of Success»                                                     |          |  |
| 17. | «Save My Child / The Threshold Of Success / Dumbo's Triumph / Making History / Finale»         | 02:14    |  |
| 18. | «Spread Your Wing (Demo Recording)»                                                            | 01:08    |  |

### Canciones
| Título en inglés             | Título en español                  | Intérpretes |
| ---------------------------- | ---------------------------------- | --- |
| «Look Out for Mr. Stork»     | «La Canción de la Cigüeña»         | The Sportsmen (Inglés) Coro (Español)                                                                                |
| «Casey Junior»               | «Casey Junior»                     | The Sportsmen (Inglés) Coro (Español)                                                                                |
| «Song of the Roustabouts»    | «La Canción de los Trabajadores»   | The King's Men (Inglés) Coro (Español)                                                                               |
| «Baby Mine»                  | "«Hijo mío»                        | Betty Noyes (Inglés) Hilda Loftus y Coro (Español)                                                                   |
| «The Clown Song»             | «La Canción de los Payasos»        | Disney Chorus (Inglés) Coro (Español)                                                                                |
| «Pink Elephants on Parade»   | «La Marcha de los Elefantes Rosas» | The Sportsmen (Inglés) Coro (Español)                                                                                |
| «When I see an Elephant Fly» | «Un Elefante Volar»                | Cliff Edwards y Hall Johnson Choir (Inglés) Florencio Castelló, Francisco Colmenero, Roberto Espriú y Coro (Español) |

## Estreno
A pesar de estrenarse poco antes de la entrada de los Estados Unidos en la Segunda Guerra Mundial, Dumbo fue la película de Disney más exitosa en términos financieros de los años 1940. Fue relanzado en cines en 1949, 1959, 1972 y 1976. Fue una de las primeras películas de animación de Disney que se emitió por televisión, como parte de la serie de antología de Disney. La película recibió una nueva distinción cuando fue la primera de Disney estrenada en vídeo en 1981.

### Recepción
Después de su estreno el 23 de octubre de 1941, Dumbo resultó ser un milagro financiero en comparación con otras películas de Disney. La sencilla película solo costó 813.000 dólares, la mitad del costo de Blancanieves; menos de un tercio que Pinocho, y ciertamente menos que la costosa Fantasía. Dumbo recaudó 1,6 millones de dólares en su versión original. La película iba a estar en la portada de la edición de diciembre de 1941 de la revista Time, pero la idea se abandonó luego de que los japoneses bombardearon Pearl Harbor, lo que provocó la entrada de los Estados Unidos en la Segunda Guerra Mundial y la reducción de los ingresos de taquilla de la película.
Dumbo ganó el Premio de la Academia a la mejor música original de 1941, el cual fue recibido por sus directores musicales Frank Churchill y Oliver Wallace. Churchill y el letrista Ned Washington también fueron nominados al Oscar a la mejor canción por «Hijo del corazón» («Baby Be Mine») la canción que se interpreta durante la visita de Dumbo a la celda de su madre. La película también fue premiada como mejor animación en el Festival de Cannes de 1947. Las críticas recibidas fueron en general positivas.
Ahora se considera un clásico de Disney (el crítico de cine Leonard Maltin lo describió como "una de las más encantadoras películas de dibujos animados de Walt Disney"). Ha sido objeto de una edición especial por su 60.º aniversario el 23 de octubre de 2001. Su aparición incluyó el adelanto de una secuela pensada directamente para su lanzamiento en video: Dumbo II. La vista previa mostraba bocetos e ideas del guion gráfico. La historia principal presentaba a Dumbo y sus nuevos amigos fuera del circo y deambulando por la gran ciudad de Nueva York. Los nuevos amigos de Dumbo son Claude y Lolly, los osos gemelos que arman el caos donde quiera que vayan, Godfrey el hipopótamo, que es mayor y quiere hacer cosas por sí mismo, y Penny, el avestruz aventurero. Pero el proyecto de Dumbo II fue cancelado en 2006 por decisión del director John Lasseter cuando fue nombrado como nuevo presidente ejecutivo de Walt Disney Animation Studio.

### Estereotipos raciales
Los cuervos de la película aparecen como estereotipos de los afroestadounidenses. La voz de doblaje de los cuervos era la de actores afroamericanos, concretamente los miembros del coro Hall Johnson. A pesar de las críticas de Richard Schickel, que ha hablado de cierta actitud "racista", otros analistas rechazan estas alegaciones, afirmando que los cuervos son quienes simpatizan con la difícil situación de Dumbo, son espíritus libres que no sirven a nadie, y son seres inteligentes, conscientes del poder de la confianza en uno mismo, a diferencia del estereotipo común en ese momento, cuyo exponente principal fue el actor Stepin Fetchit. Además, su canción «Cuando veo a un elefante volar», que utiliza juegos de palabras complejas en las letras, está más orientado a burlarse de Timothy que de Dumbo.

### Edición en vídeo
Dumbo fue el primero de los títulos de Disney de dibujos animados lanzado en video: Walt Disney Classics Collection Video (1981). Su presentación fue seguida por las versiones remasterizadas en 1986, 1989, 1991 (Clásicos) y 1994 (Obra Maestra). En 2001, se lanzó una edición especial por su 60.º aniversario. En 2006, un "Big Top Edition" de la película fue lanzada en DVD. Hay una "Edición Especial" para el Reino Unido en mayo de 2007, la versión Blu-Ray fue lanzado en 2010.

## Producción
La película fue concebida como un recurso para generar ingresos para los estudios Disney después de los fracasos financieros de Pinocho y Fantasía en 1940. Los ingresos del estudio habían sufrido un impacto negativo debido a la guerra en Europa. Los guionistas Dick Huemer y Grant Joe fueron los principales artífices en el desarrollo de la trama, basada en la historia escrita por Helen Aberson e ilustrado por Harold Pearl (única participación de los autores con la industria de dibujos animados). El cuento original constaba de tan sólo ocho dibujos y unas pocas líneas de texto. 
Cuando la película entró en producción a principios de 1941, el supervisor de la dirección Ben Sharpsteen dio la orden de hacer una película simple y barata. En consecuencia, Dumbo carece del lujo de detalles de los tres títulos de animación anteriores de Disney (Fantasía, Pinocho y Blancanieves y los siete enanitos): el diseño de los personajes es más simple, los fondos son menos detallados, y una serie de cuadros se utilizaron en la animación de personajes.
La sencillez liberó a los animadores de estar demasiado preocupados por el detalle, y les permitió concentrarse en el elemento más importante de la animación de personajes: la actuación. La animación de Bill Tytla es hoy considerada uno de los mayores logros en la animación tradicional americana. Las reacciones críticas fueron positivas; muchos críticos de la época consideraron que Dumbo fue un retorno a las raíces de Disney.
El 29 de mayo de 1941, durante la producción de Dumbo, la mayor parte del personal de animación del estudio de Disney se declaró en huelga. Curiosamente el hecho se reflejó en la cinta: los huelguistas son caricaturizados en los payasos que, luego de dar un brillante espectáculo, se dirigen a pedir al director del circo un aumento de salario. La huelga duró cinco semanas, y puso fin al buen clima laboral existente en el estudio.
Ninguno de los actores de voz de Dumbo aparece en los créditos de pantalla, pero el ratón Timothy, que se hace amigo de Dumbo, fue la excepción: Edward Brophy, actor conocido por interpretar a pandilleros. La matriarca de los elefantes fue Verna Felton, quien también puso la voz del Hada Madrina de La Cenicienta, la Reina de Corazones en Alicia en el País de las Maravillas, y Flora, una de las Tres Hadas Buenas de La bella durmiente. Otros actores de voz fueron Sterling Holloway, en un cameo como el señor Cigüeña, y Cliff Edwards, conocido como la voz de Pepe Grillo, dando su voz a Jim Crow, el líder de los cuervos.
En la secuencia de los "elefantes rosados" se retrata a Dumbo y Timothy borrachos y teniendo alucinaciones. En esta escena hay que darse cuenta de que la botella de champán fue arrojada a un pequeño balde de agua por los payasos que se encontraron festejando dentro de su carpa (se podría tener en cuenta una similitud con relación a un campamento militar en donde los soldados festejan tras una victoria). Esta secuencia fue la primera incursión del surrealismo en una estructura de relato tradicional de Disney. Las alucinaciones son similares a los efectos de la droga LSD que por lo general dura entre 8 a 12 horas. Se puede observar que el efecto de ebriedad duró desde el momento en que se consumió (noche) hasta el momento en el cual los elefantes rosas son transformados en nubes (día). La secuencia viola todas las reglas que los animadores de Disney habían vivido durante la década anterior para crear una animación. 
Acabada en el otoño de 1941, la distribuidora de Disney, la RKO Radio Pictures, inicialmente se resistió a la breve duración (64 minutos) de la película y ofreció a Disney tres opciones: prolongarla; rehacerla como un cortometraje, o lanzarla como película de Serie B. Disney rechazó las tres opciones, y la RKO, a regañadientes, exhibió Dumbo sin alteraciones.

## Premios y nominaciones

### Premios Óscar
| Año  | Categoría                                         | Nominados                      | Resultado |
| ---- | ------------------------------------------------- | ------------------------------ | --------- |
| 1941 | Óscar a la Mejor banda sonora                     | Frank Churchill Oliver Wallace | Ganadores |
| 1941 | Óscar a la Mejor canción original por «Baby Mine» | Frank Churchill Ned Washington | Nominados |

### Festival de Cannes
| Año  | Categoría                   | Nominado | Resultado |
| ---- | --------------------------- | -------- | --------- |
| 1947 | Mejor película de animación | Película | Ganadora  |